# ABCC11
 ABCC11 (ATP-binding cassette transporter sub-family C member 11) é uma proteína que em humanos é decodificada pelo gene ABCC11.
Uma determinada modificação desta proteína em alguns povos os fazem não produzir odor nas axilas como os chineses, coreanos e 2% de ingleses.